# Bleue de France (race de poule)
 (août 2019).
Si vous disposez d'ouvrages ou d'articles de référence ou si vous connaissez des sites web de qualité traitant du thème abordé ici, merci de compléter l'article en donnant les références utiles à sa vérifiabilité et en les liant à la section « Notes et références ».
La Bleue de France ou Pondeuse Cendrée est une poule domestique "hybride" (métis F1 industriel) française. Cette poule pondeuse se trouve sur tous les marchés d'Europe et même ailleurs.

## Élevage
Généralement, ce n'est pas une poule de chair, mais plutôt une poule pour la ponte. Elle peut-être confondue avec la poule Limousine ou encore la poule Bleue des Landes.

## Origine
Elle est issue de divers croisements entre la Rhode-Island et la Coucou.

## Description
Elle commence à pondre à l'âge d'environ 22 semaines (environ cinq mois et demi, six mois) avec généralement 290 œufs dès la première année. Vers la fin de la première année de ponte, elle commence à pondre un jour sur deux et quelquefois un jour sur trois.

### Description
- Crête : Simple
- Oreillons : Rouges, blancs ou rarement noirs
- Variétés de Plumage : Seulement cendré
- Masse : Poule : 1,6 kg à 2,5 kg
- Œuf à couver : En moyenne 65 g, coquille plutôt beige foncée, quelquefois rousse

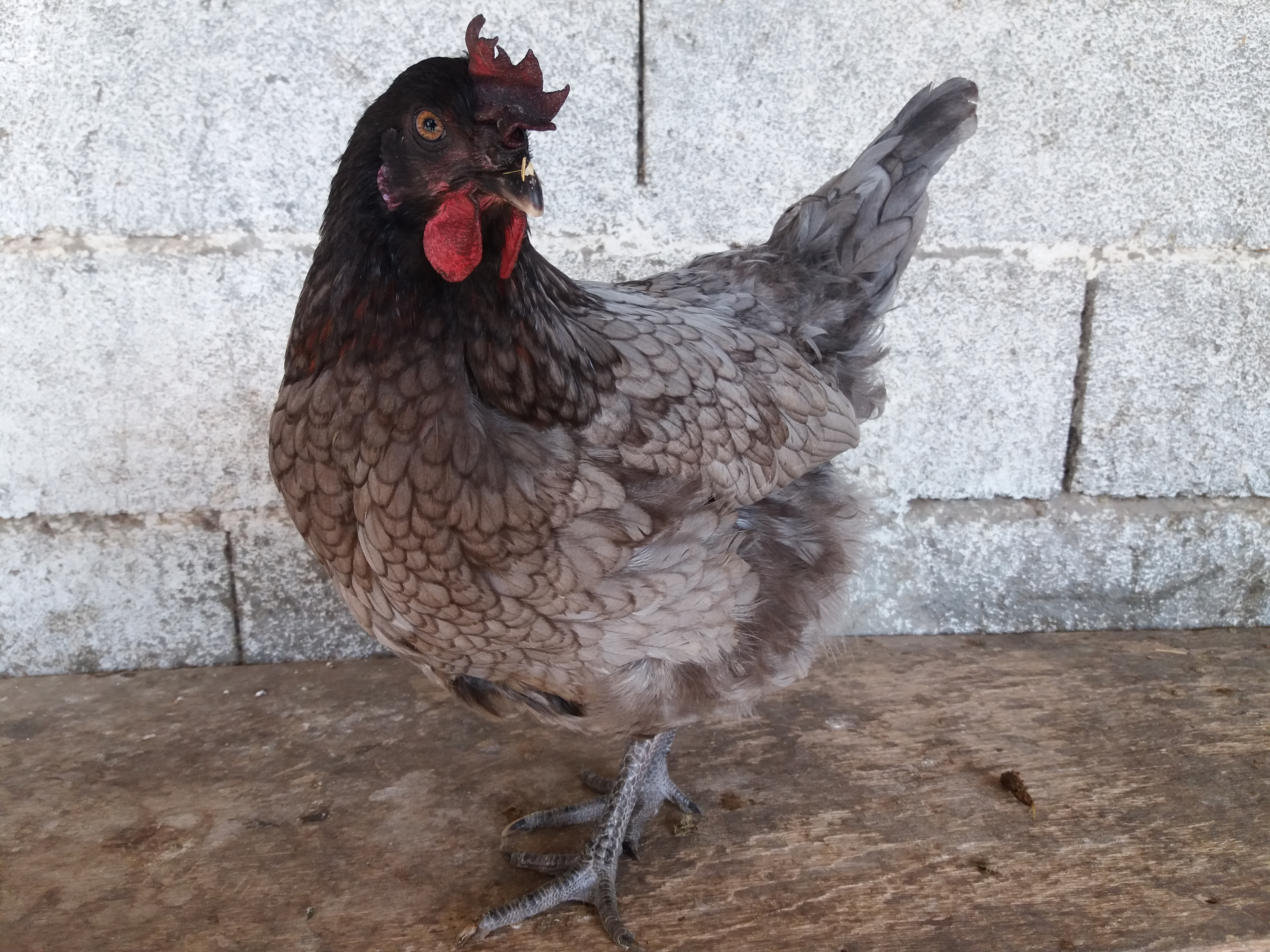
Poule Bleue de France à crête noire.
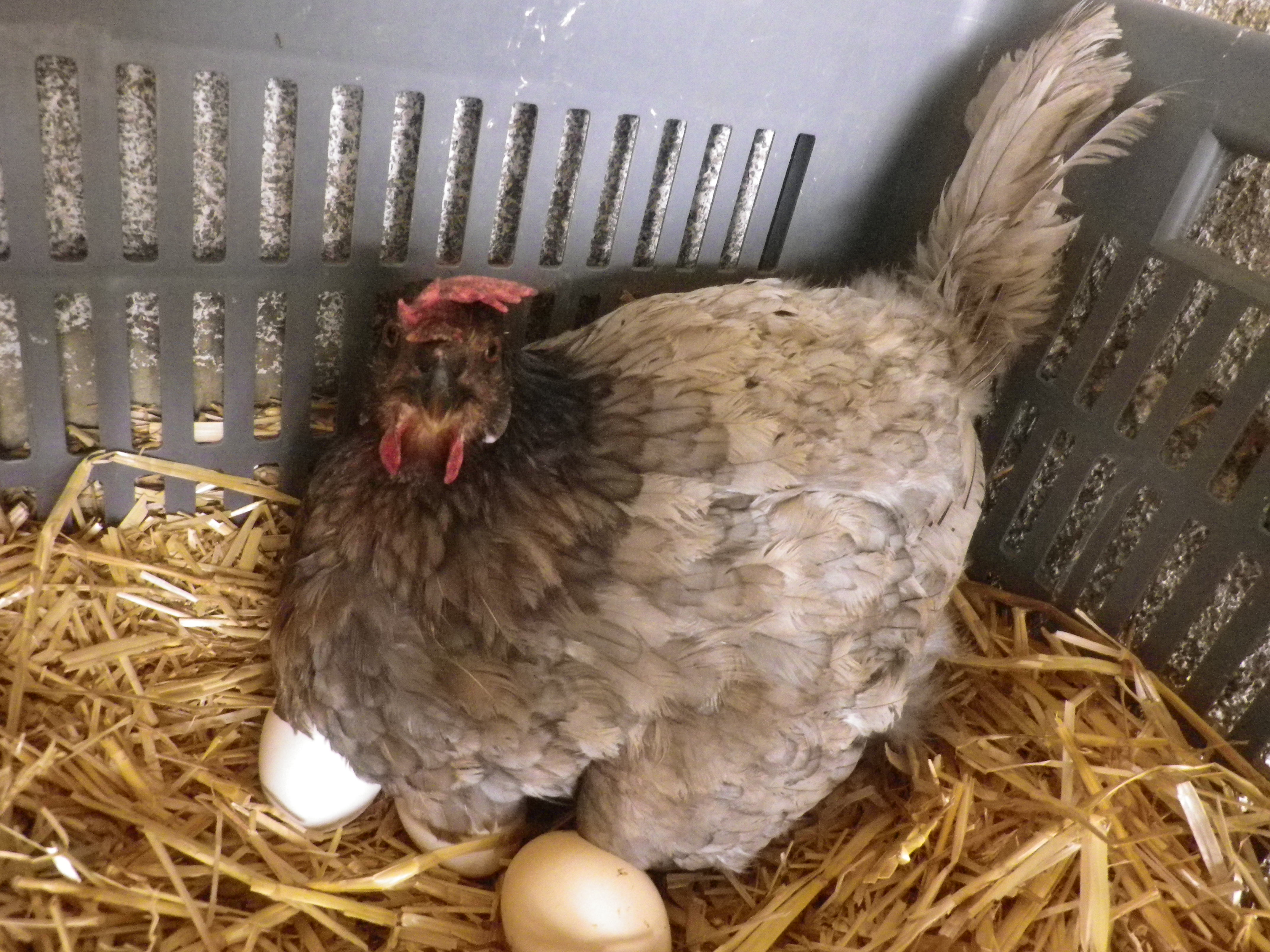
Poule Bleue de France qui couve.
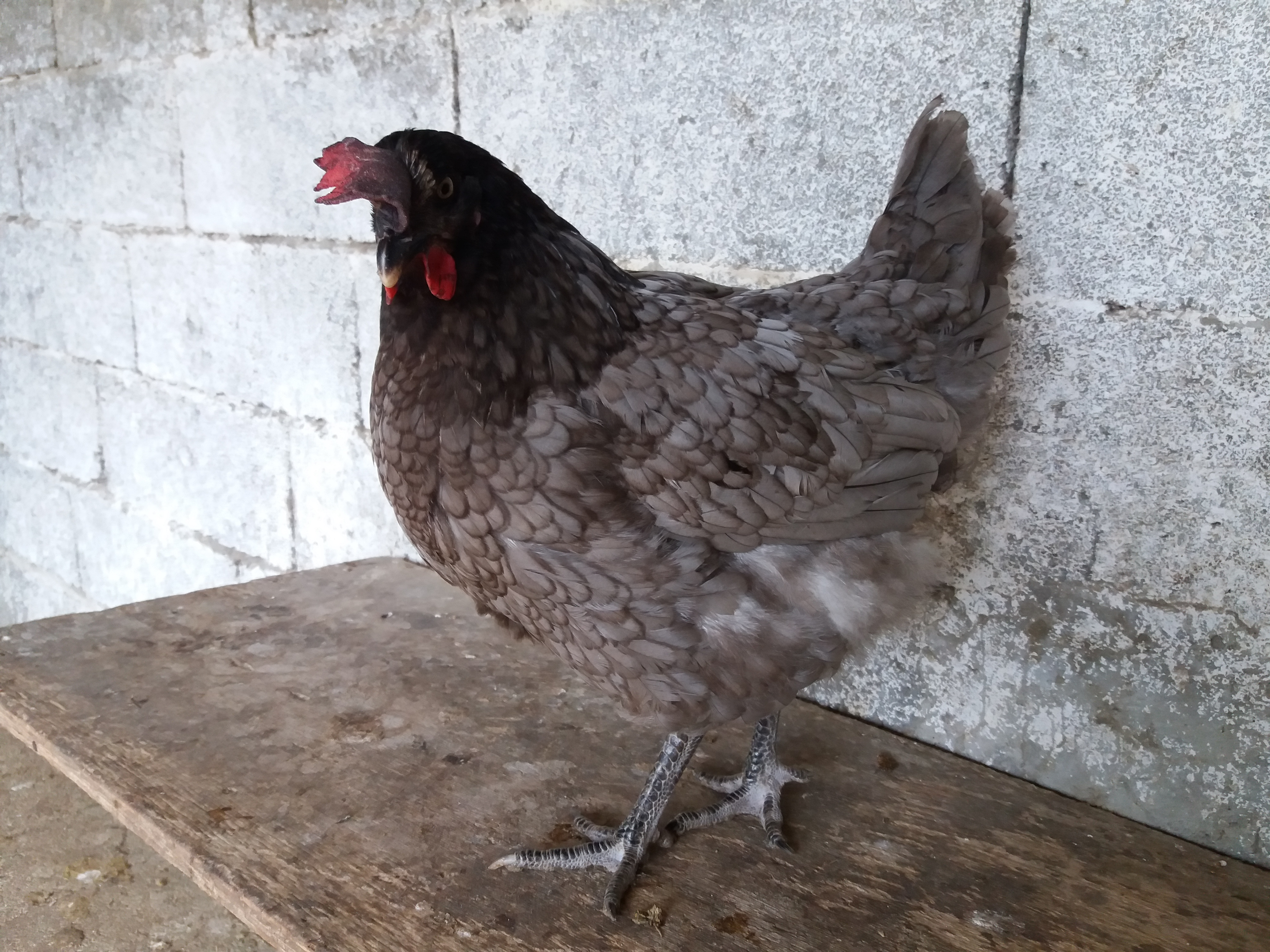
Poule Bleue de France